# Lioon simplicipes
Lioon simplicipes är en skalbaggsart som först beskrevs av Mannerheim 1852.  Lioon simplicipes ingår i släktet Lioon och familjen kulbaggar. Inga underarter finns listade i Catalogue of Life.